# سعاد مخنت
سعاد مخنت (زاده ۱۹۷۸ آلمان) خبرنگار و نویسنده آلمانی است. او برای رسانه‌هایی چون نیویورک تایمز  ، واشینگتن پست و کانال تلویزیونی آلمانی زد د اف نویسندگی یا کار کرده‌است.

## تحصیلات
وی از مادری ترک و پدری مراکشی‌تبار متولد شده‌است. وی مدتی از کودکی خود را در مراکش سپری کرده‌است.
پدر سعاد  سنی و مادر وی شیعه است.
وی خبرنگار واشینگتن پست است.

## آثار
وی تاکنون چندین کتاب منتشر کرده‌است از جمله:
- به من گفتند تنها بیا[۵]

این اثر یک خودزندگینامه‌نویسی به‌حساب می‌آید اما در واقع روایتی از پشت پرده گروه‌های تروریستی و ریشه‌یابی آنها را به مخاطب ارائه می‌دهد.
مخنت با این کتاب در سال ۲۰۱۷ عنوان پرفروش‌ترین اثر واشینگتن‌پست را از آن خود کرد.